# Вусач-коренеїд жовтий
Вуса́ч-коренеї́д жо́втий (Dorcadion fulvum (Scopoli, 1763 = Prionus sanguinolentus Scopoli, 1772) — вид жуків з родини вусачів.

## Хорологія
Хорологічно D. fulvum є понтійним видом середземноморського зооґеографічного комплексу. Ареал охоплює Центральну та Східну Європу.

## Екологія
D. fulvum трапляється на ґрунті, де живиться злаковими травами, об'їдаючи їх молоді пагони та листя. Пік чисельності на досягається в кінці травня. Літ триває з квітня по червень. Личинка розвивається в ґрунті.

## Морфологія

### Імаго
D. fulvum — середніх розмірів жук. Довжина тіла становить 15-19 мм. За скульптурою та формою тіла дуже схожий на попередній вид, проте відрізняється забарвленням. Тіло рудувате або каштанове, часто затемнене, проте ноги завжди рудого кольору.

### Личинка
Тіло личинки товсте. Голова сильно втягнена в передньоспинку, гіпостом короткий, пронотум безбарвний, м'який, несклеротизований. Мозолі черевця зі слабко розвиненою скульптурою. Анальний отвір поперечний.

## Життєвий цикл
Розвиток триває 2 роки.

## Підвиди
- Dorcadion fulvum fulvum (Scopoli, 1763)
- Dorcadion fulvum cervae Frivaldszky, 1892
- Dorcadion fulvum canaliculatum Fischer von Waldheim, 1823
- Dorcadion fulvum opillicum Zamoroka, 2019[1]